# The Meanest of Times
The Meanest of Times ist das sechste Studioalbum der US-amerikanischen Folk-Punk-Band Dropkick Murphys. Es erschien im deutschsprachigen Raum am 21. September 2007 bei Indigo.

## Entstehung
Die Aufnahmen begannen im April 2007 im Studio „The Outpost“ in Stoughton, Massachusetts und dauerten 3 Monate an, so dass die Aufnahmen im Juni 2007 beendet waren. Im August 2007 veröffentlichte die Band eine Version des Songs Flannigan's Ball auf ihrer Myspace-Seite. Das Album selber erschien in den USA am 18. September 2007, in Deutschland kam es drei Tage später auf den Markt.
Bekanntheit erlangte insbesondere der Song The State of Massachusetts, welcher die Titelmelodie der Fernsehserie Nitro Circus ist.

## Songs
Die Songs "(F)lannigan's Ball", "Fairmount Hill" und "Johnny, I Hardly Knew Ya" basieren auf traditionellen irischen Volksliedern, wobei die Texte von "(F)lannigan's Ball" (= "Lanigan’s Ball") und "Fairmount Hill" (= "Spancil Hill") gegenüber dem Original stark verändert wurden. Sie enthalten jeweils verschiedene Anspielungen auf Orte in der Gegend von Boston und auf Personen aus dem Umfeld der Band.
"(F)lannigan's Ball" wurde zum Teil in den Westland Studios in Dublin aufgenommen. An diesem Song wirkten Ronnie Drew von der bekannten Irish-Folk-Band "The Dubliners" und Spider Stacy von "The Pogues" mit. Das Lied ist Drews Ehefrau Deirdre gewidmet, welche wenige Wochen vor der Aufnahme verstorben war. Es war zudem der letzte Song, den Ronnie Drew aufnahm, bevor er am 16. August 2008 im Alter von 73 Jahren verstarb.

## Titelliste
1. Famous for Nothing – 2:47
2. God Willing – 3:16
3. The State of Massachusetts – 3:55
4. Tomorrow's Industry – 2:19
5. Echoes On "A." Street – 3:17
6. Vices and Virtues – 2:11
7. Surrender – 3:15
8. Flannigan’s Ball (mit Ronnie Drew und Spider Stacy) – 3:39
9. I'll Begin Again – 2:38
10. Fairmount Hill – 3:58
11. Loyal to No One – 2:25
12. Shattered – 2:47
13. Rude Awakenings – 3:23
14. Johnny, I Hardly Knew Ya – 3:54
15. Never Forget – 2:51
16. Jailbreak (Thin Lizzy Cover) – 3:54

## Chartplatzierungen
Das Album konnte sich lediglich in den Vereinigten Staaten in den Charts platzieren, wo es den 20. Rang erreichte und sich 10 Wochen in den Top 200 hielt.

## Rezensionen
Von der US-amerikanischen Presse wurde das Album überwiegend positiv besprochen, Metacritic errechnete einen Durchschnitt von 72 % aus acht Rezensionen und vergibt das Prädikat generally favorable (dt. grundsätzlich positiv).
Corey Apar vergibt auf Allmusic vier von fünf möglichen Punkten und bezeichnet das Album als typisches Album der Band, „dass eine typische Pub-Stimmung bringe.“
Von sputnikmusic.com bekommt das Album 3,5 von fünf Punkten. Kritiker Mike Allen meint, dass sich die Band nicht verändert und weder wirklich verbessert noch verschlechtert habe.
Die Deutschen Kritiker bewerteten das Album größtenteils weniger positiv. So bewertete Mathias Möller von Laut.de das Album mit zwei von fünf Sternen und meint, dass das gleichbleibende Konzept auf dem sechsten Album nicht mehr aufgehe.
Auch Plattentests.de vergibt vier von zehn Punkten. Laut Jochen Gedwien, welcher die Kritik schrieb, enthalte The Meanest of Times zu viele Füllnummern.

## Besetzung
- Al Barr – Gesang
- Ken Casey – Bass, Gesang
- James Lynch – Gitarre, Hintergrundgesang
- Marc Orrell – Gitarre, Akkordeon, Banjo, Hintergrundgesang
- Tim Brennan – Mandoline, Akkordeon, Banjo, Tin Whistle, Gitarre, Hintergrundgesang
- Matt Kelly – Schlagzeug, Hintergrundgesang
- Scruffy Wallace – Dudelsack

- Ronnie Drew – Gesang in "(F)lannigan's Ball"
- Spider Stacy – Gesang in "(F)lannigan's Ball"

- Halley Feaster – Violoncello
- Keith Dickerhofe – Violoncello
- Mike Calabrese – Violoncello
- Jeni Magaña – Perkussion
- Matthew Edwards – Perkussion
- Andy Reiner – Violine
- Armand Aromin – Violine
- Chris Baum – Violine
- John Kingslet – Violine
- Tim Weed – Violine